# Ross-shire

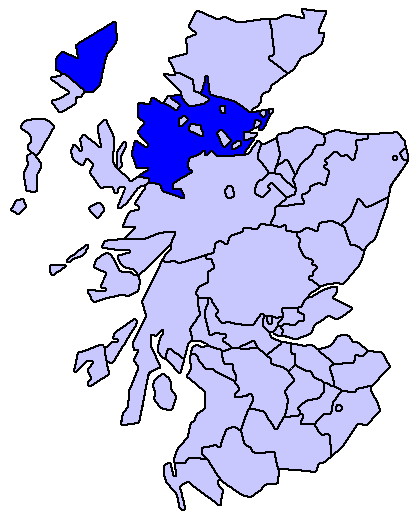
Úbicació de Ross-shire a Escòcia.

Ross-shire (gaèlic escocès: Siorrachd Rois) és una àrea geogràfica del nord-oest d'Escòcia, a les seves Terres Altes (Highlands). Fins al Decret de Govern Local de 1889, Ross-shire era un comtat, sent la seva capital la vila de Dingwall. Incloïa l'illa de Lewis, l'illa més gran de les Hèbrides Exteriors.
El comtat tenia fronteres al nord amb Cromartyshire i Sutherland i al sud amb Inverness-shire. Hi havia molts enclavaments de Cromartyshire a Ross-shire, fins i tot al port d'Ullapool, també hi havia un enclavament de Nairnshire. L'any 1890, el comtat va ser unit amb Cromartyshire com el comtat de Ross & Cromarty, però en adreces postals era encara Ross-shire.
L'any 1975, després del Decret de Govern Local de 1973, Ross & Cromarty es canvia en un districte del consell del Highland, i Lewis va ser donat al consell nou de les Hèbrides Exteriors. Ross & Cromarty va ser dissolt l'any 1996 quan els Highlands es va convertir en una autoritat unitària després del Decret de Govern Local de 1996.
Ross-shire, i el seu veí Inverness-shire, són els únics comtats britànics amb guions entre la capital i el sufix -shire, perquè no es posa la mateixa lletra tres vegades seguides en l'anglès.